# Nikola Buranská
Nikola Buranská (* 21. dubna 1992 Přerov) je česká modelka a Blesk Česká Miss Earth pro rok 2014.

## Životopis
Má starší sestru. Nyní[kdy?] žije s přítelem, fotbalistou Filipem Novákem a studuje v Liberci.
V letech 2007–2011 studovala na Gymnáziu Palackého a Střední odborné škole živnostenské Přerov obor Právní administrativa. Nyní[kdy?] studuje na Metropolitní univerzitě Praha kombinovanou formou obor Veřejná správa. Od září 2014 měla studovat obor Žurnalistika a nová média na soukromé PB – Vyšší odborná škola a Střední škola managementu na Praze 8.[zdroj?]
Pracovala jako modelka v Česku, tak v Miláně, Londýně nebo Paříži.
V roce 2012 se přihlásila do soutěže Česká Miss a probojovala se do semifinále (oslovili jí skauti). V roce 2014 to zkusila znovu a stala se II. vicemiss – Blesk Česká Miss Earth. Toto vítězství ji nominovalo na mezinárodní soutěž krásy Miss Earth pro rok 2014. Do soutěže jí přihlásila kamarádka Andrea Stieblingová (finalistka České Miss 2012).